# NTU法

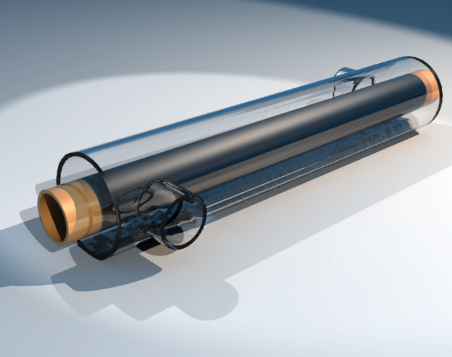
管式熱交換器

熱交換器的並流（Concurrent）及逆流（countercurrent）

NTU法是熱傳單元數法的簡稱，也稱為熱交換有效性法，是在一熱交換器（特別是逆流交换的熱交換器）沒有對數平均溫差（LMTD）的條件下，計算其熱交換速率的方式。
在熱交換器分析中，若流體的入口溫度和出口溫度已知，或是可以用能量平衡的方式計算，可以用對數平均溫差來進行分析，但若沒有這些資訊，可以用NTU法來分析。

## 定義
若要定義熱交換器的有效性（effectiveness），需找到假設在無限管長逆流交换的假設條件下，可以達到的最大熱交換程度。因此任一流體在入口處及出口處的溫差為最大可能溫差，也就是{\displaystyle \ T_{h,i}-\ T_{c,i}}（熱氣體及冷氣體在入口處的溫度）。此方式先計算高溫流體及低溫流體的熱容量率（質量流率乘以比熱）{\displaystyle \ C_{h}}及{\displaystyle \ C_{c}}，令其中最小的為{\displaystyle \ C_{min}}。.
因此可找到以下的物理量：
{\displaystyle q_{max}\ =C_{min}(T_{h,i}-T_{c,i})}
其中{\displaystyle \ q_{max}}為單位時間下的最大熱傳。
{\displaystyle \ C_{min}}需對應熱容量率最小的流體，也就是在假想的無限長度熱交換器中有最大可能溫度變化的流體。另一種流體其溫度隨長度的變化較慢。NTU法只考慮有最大溫度變化的流體。
有效性（E）定義為實際熱交換率及最大熱交換率的比例：
{\displaystyle E\ ={\frac {q}{q_{max}}}}
其中:
{\displaystyle q\ =C_{h}(T_{h,i}-T_{h,o})\ =C_{c}(T_{c,o}-T_{c,i})}
有效性是範圍在0到1之間的無量綱。若可以知道於某一熱交換器的E，又可以知道高低溫流體的入口溫度，可以計算傳流體交換的熱如下：
{\displaystyle q\ =EC_{min}(T_{h,i}-T_{c,i})}
對於任意的熱交換器，下式都成立：
{\displaystyle \ E=f(NTU,{\frac {C_{min}}{C_{max}}})}
針對一特定的幾何形狀，有效性可以用以下熱容量率的比例
{\displaystyle C_{r}\ ={\frac {C_{min}}{C_{max}}}}
及熱傳單元數{\displaystyle \ NTU}來計算：
{\displaystyle NTU\ ={\frac {UA}{C_{min}}}}
其中 {\displaystyle \ U}為整體传热系数，而{\displaystyle A}為傳熱面積。

## 特定幾何形狀熱交換器的有效性
例如平行板熱交換器的有效性為：
{\displaystyle E\ ={\frac {1-\exp[-NTU(1+C_{r})]}{1+C_{r}}}}
逆流交换熱交換器的有效性為：
{\displaystyle E\ ={\frac {1-\exp[-NTU(1-C_{r})]}{1-C_{r}\exp[-NTU(1-C_{r})]}}}
若{\displaystyle C_{r}\ =1}
{\displaystyle E\ ={\frac {NTU}{1+NTU}}}
可以針對套管形熱交換器或是壳管式热交换器計算類似的有效性。萁和流體流動方式（逆流、並流或交叉流）、（壳管式热交换器的）通路數量及高低溫流體是否有混合有關。
注意 {\displaystyle C_{r}\ =0}為一特殊條件，表示熱交換器中有凝結或是蒸發等相變。因此在此特殊情形下，熱交換器的特性和流體配置方式無關，其有效性為為：
{\displaystyle E\ =1-\exp[-NTU]}